# Guanta
Guanta es una ciudad venezolana, capital del municipio homónimo, ubicada en el noroeste del Estado Anzoátegui en la región oriental de Venezuela y cuenta con una población de alrededor de 54.015 habitantes.  
Guanta, Barcelona (capital del Estado Anzoátegui), Lechería y Puerto La Cruz, conforman la Gran Barcelona, la Área metropolitana más grande de la región oriental de Venezuela. Presenta una temperatura media anual de 32 °C.
Está ubicado al noreste de Anzoátegui, a unos 8 km de Puerto La Cruz. Limita al norte con el Mar Caribe, al sur y al oeste con el Municipio Sotillo y al este limita con el Estado Sucre. Tiene un área de 67 km² y una población de 74.015 habitantes (censo 2001) y junto con Barcelona, Puerto La Cruz y Lechería, conforma una conurbación de casi 1.200.000 habitantes. Se encuentra a 14 m s. n. m.
Por muchos años el puerto de Guanta ha sido uno de los más importantes de Venezuela, y salían los cargamentos de carbón de las minas de Naricual y Capiricual. La bahía es en forma de herradura, una entrada de 1998 pies de ancho, protegida por islas a menos de 1 milla de la costa. La entrada es fácil y segura, y la bahía permite el anclaje de barcos grandes por sus aguas profundas. Junto a los puertos de Puerto La Cruz (terminal petrolero) y Pertigalete (cemento), Guanta sirve las necesidades industriales del estado.

## Geografía
El sur y este del municipio es una región montañosa de bosque subhúmedo con temperaturas promedio de 12 °C y la zona norte costera y oeste es semiárida presenta un clima cálido de unos 27 °C. En todo el municipio se presentan precipitaciones con una media anual 624 mm.
La geografía de Guanta tiene gran potencial turístico y posee algunos de los destinos más populares de Venezuela, incluyendo las Pozas de Guayabal (Parroquia Chorrerón, Las Pozas del Encanto (Parroquia Chorrerón), Parque Recreacional "La Sirena" (Parroquia Chorrerón), Las Cuevas de Rolando (Parroquia Chorrerón), Isla de Plata (a 10 minutos del Embarcadero de Baritina), Isla del Faro (aproximadamente a 45 minutos de la costa), Isla del Mono (a unos 20 minutos de Baritina), playas como Conoma, Conomita, Punta la Cruz, Ña cleta, etc.

## Historia
Eran sus pacíficos residentes la nación cumanagoto hasta el establecimiento de los españoles en el área en 1511, la resistencia indígena estaba
liderada por el Cacique Guantar. Por ello es difícil establecer una fecha exacta de su fundación ya que la población ya existía.
Ya en los años 1800 sirvió de puerto por la bahía de Guanta para llevar hasta las Antillas las reses que se criaban en los llanos orientales. Entre fines de 1902 y principios de 1903 las marinas de guerra del Imperio Británico, el Imperio Alemán y el Reino de Italia bloquearon las costas y puertos de Venezuela exigiendo el pago inmediato de las deudas contraídas por Venezuela a las empresas de sus connacionales.Con el auge económico derivado de la explotación de petróleo y de gas natural desde 1930 comienza a crecer Guanta gracias al cercano Puerto La Cruz. Desde entonces Guanta pasa a ser el principal puerto mercantil de la región. El desarrollo de Puerto La Cruz reforzó su crecimiento de manera indirecta, tanto que en 1950 se construye una refinería muy cerca del pueblo y del puerto y un año antes se instala la industria del cemento operando cerca de la ciudad ayudando aún más al crecimiento de Guanta, al establecer el puerto Pertigalete para esas exportaciones.
Desde 1980 se han acelerado los desarrollos habitacionales en los alrededores de la zona colonial de Guanta, además del crecimiento de zonas deprimidas o barrios de pequeño tamaño.

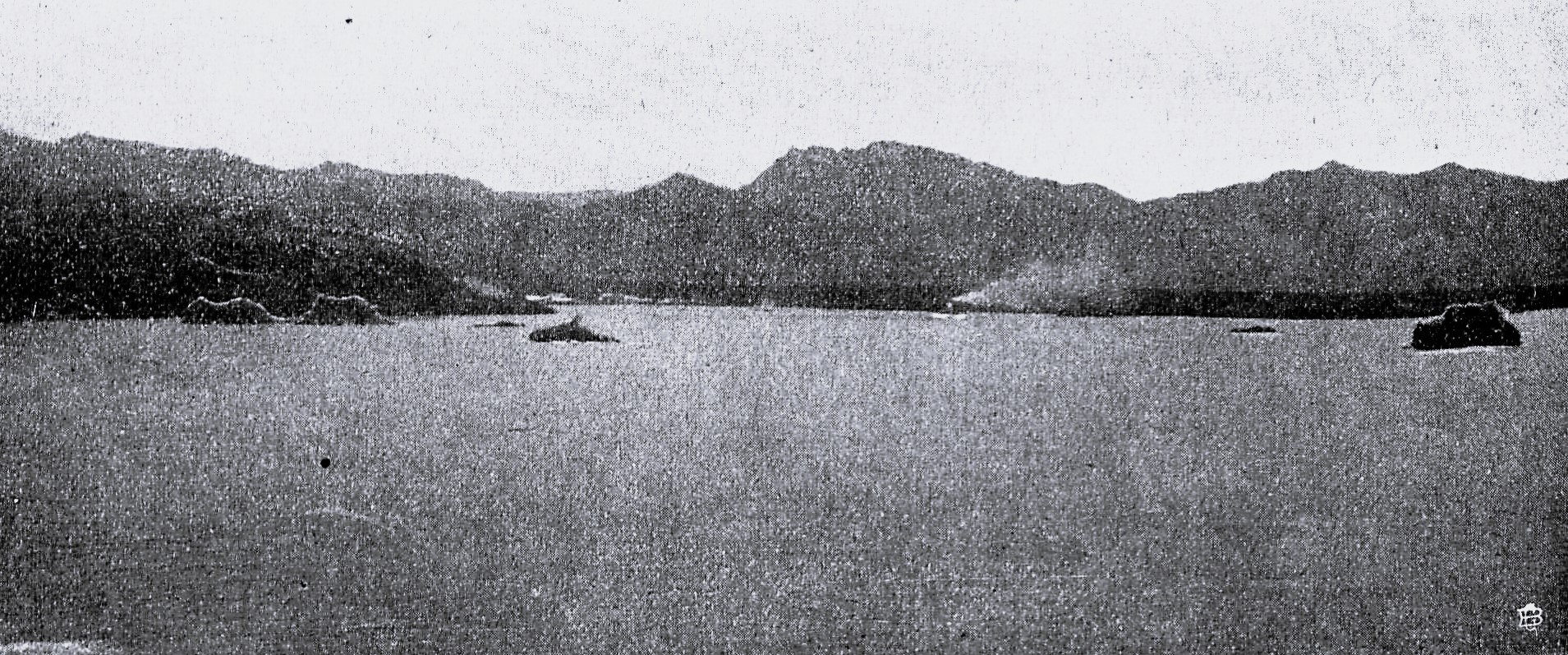
Puerto De Guanta (1903)

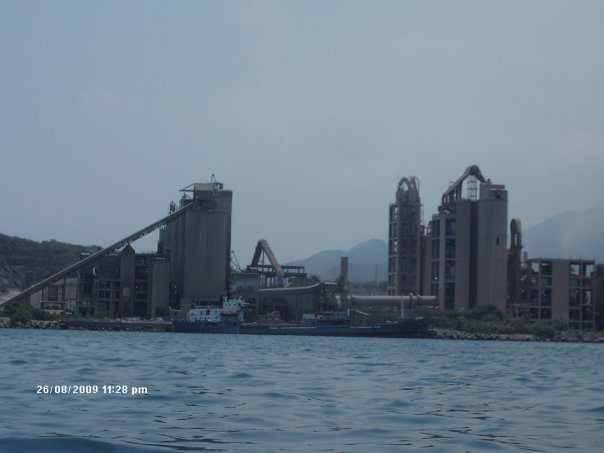
Cemex-Pertigalete

## Símbolos del Municipio Guanta

### Significado del escudo de Guanta
Creado por Ángel Serrano, señala varios símbolos guanteños. En su parte superior la vieja casa Aduana y el Puerto de Guanta. En la parte inferior izquierda muestra el ferrocarril, que transportaba cargas de carbón. Su parte inferior derecha muestra la caída de agua insigne La Sirena. En la parte superior del escudo yace un cocotero, también símbolo agrícola del pueblo.
En su parte baja se puede observar las cintas entrelazadas que llevan impresas las fechas 24 de mayo de 1783, día en que llegaron los españoles, y el 21 de junio de 1991 fecha en que Guanta fue proclamado como municipio autónomo.

### Significado del Cangrejo Azul

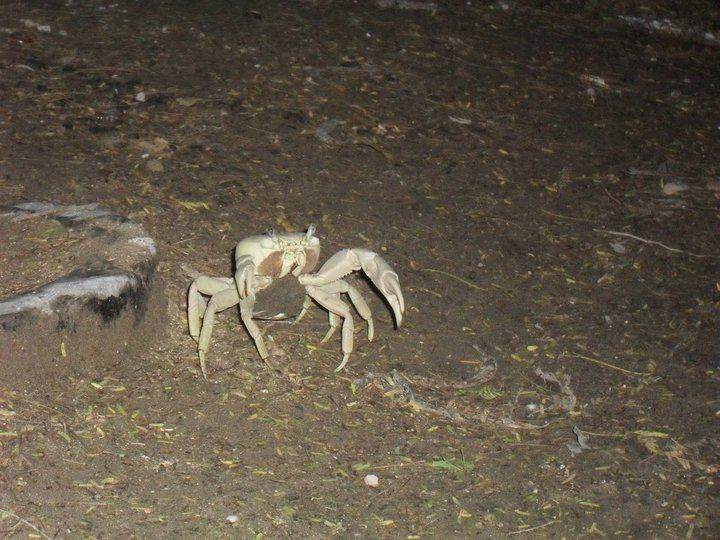
Cardisoma guanhumi o cangrejo azul de mangle

Su nombre científico Cardisoma guanhumi, es la especie de cangrejo más grande de la región costera de Venezuela y está en Guanta.

### Bandera
La bandera está conformada por los colores azul, rojo y verde, en franjas iguales y horizontales. Cuenta con un equilátero gris en el que resaltan dos estrellas blancas. Abarcando las tres franjas y en el eje central de las mismas se ubica un sol amarillo con imagen en silueta del Cacique Toronoima.

Bandera de Guanta como fue diseñada originalmente. La bandera actual, aunque conserva los mismos elementos, varía en las tonalidades y proporciones de los mismos.

#### Significado de los colores
- Azul: representa el cielo guanteño, las quebradas y riachuelos
- Rojo: Durante más de un siglo los indios Tagares derramaron su sangre en defensa de estos bucólicos apacibles y estratégicos parajes.
- Verde: representa la pureza de la naturaleza. Engloba a nuestras serranías de la cordillera de la costa venezolana.
- Gris: simboliza las riquezas naturales que están en nuestro territorio y comienza a brotar como la piedra caliza, arcilla y la dolomítica, la cual se utiliza para producir cemento y otros minerales no metálicos.
- Toronoima: la silueta ubicada sobre un sol refulgente y con mirada al noreste. Es sinónimo de férrea lucha, perseverancia y alto espíritu de superación del factor humano como topología descendiente de la mezcla de indios, españoles y negros africanos.
- Blanco: resaltada en las dos estrellas de cinco puntas blancas. Desde el punto de vista geográfico la ubica hacia el este representa parroquia Chorrerón y la del oeste a la parroquia Guanta.

## Deporte
Guanta se ha destacado también por tener deportistas reconocidos nacional e internacionalmente.
En el béisbol está Jesús Rizalez quien fue el primer guanteño en jugar en el béisbol profesional venezolano.
Clemente Álvarez que fue el primer grandeliga nacido en el terreno guanteño.
Los hermanos Infante, Asdrubal Infante y Omar Infante que han obtenido buenos resultados en el extranjero.
Guanta también cuenta con un gran orgullo del deporte, Adriana Carmona quien se destaca en el taekwondo. Participó en los Juegos Olímpicos de Atenas 2004 ganando medalla de bronce en la categoría de +67 kg.

## Playas
Guanta por su privilegiada ubicación cuenta con numerosas y hermosas playas, las cuales atraen a locales y turistas en épocas vacacionales. Entre esas playas se encuentran Isla de Plata, Ña Cleta, Conoma, Conomita y Punta La Cruz. Para llegar a ellas debe trasladarse al embarcadero La Baritina, en el sector de Pamatacualito, perteneciente al municipio. 